# دفلکتین
دفلکتین‌ها(به انگلیسی: Deflectin) دسته ای مواد شیمیایی با خاصیت آنتی بیوتیکی هستند که توسط Aspergillus deflectus تولید می‌شوند. 
دفلکتین‌ها در حالت خالص به صورت مواد کریستالی به رنگ زرد هستند. این ترکیبات با آمونیاک واکنش نشان می‌دهند و طی آن یک اتم اکسیژن در حلقه شش عضو با یک گروه NH جایگزین می‌شود. دفلکتین‌ها اسیدهای ضعیفی هستند. با افزودن یک باز قوی به محلول الکلی دفلکتین، برای مدت کوتاهی رنگ قرمز در محلول نمایان می‌شود. دفلکتین ۱ای حاوی یک زنجیره جانبی ۱-اوکسواوکتیل است و دارای نقطه ذوب ۱۶۱ درجه سلسیوس است. دفلکتین ۱بی حاوی یک زنجیره جانبی ده کربنی است و در ۱۵۲ درجه سلسیوس ذوب می‌شود.  دفلکتین ۱سی دارای زنجیره جانبی ۱۲ اتمی است و در ۱۴۱ درجه سلسیوس ذوب می‌شود. 
دفلکتین ۲ای در ۱۲۲ درجه سلسیوس ذوب می‌شود. این ترکیب دارای یک زنجیره جانبی ۱۰ اتمی کربن با یک شاخه ۲-متیل است. دفلکتین ۲بی به همین ترتیب بوده با این تفاوت که زنجیره جانبی آن ۲ اتم طولانی تر است و در ۱۱۱ درجه سلسیوس ذوب می‌شود.

## ساختارهای شیمیایی
|             |             |             |             |             |
| دلفکتین ۱ای | دلفکتین ۱بی | دلفکتین ۱سی | دلفکتین ۲ای | دلفکتین ۲بی |